# Почебут, Людмила Георгиевна
Людмила Георгиевна Почебут (род. 16 мая 1949) — российский учёный, доктор психологических наук (2003), профессор кафедры социальной психологии СПбГУ. Происходит из древнего дворянского рода Почебутов (Одляницких-Почобутов).
Родилась 16 мая 1949 года в Ленинграде в семье доктора исторических наук Георгия Александровича Почебута и кандидата исторических наук Юлии Михайловны Почебут.
Автор более 150 научных работ.
Окончила психологический факультет ЛГУ в 1971 году. Защитила кандидатскую диссертацию в 1979 году. В 2003 году защитила докторскую диссертацию по теме «Психология социальных общностей».

## Научные интересы
1.	Социальная психология
2.	Этническая и кросс-культурная психология
3.	Психология социальных общностей
4.	Психология больших социальных групп
5.	Организационная психология

## Читаемые курсы
1.	«Психология больших социальных групп»
2.	«Социальная психология групп»
3.	«Тренинг коммуникативной компетентности»
4.	«Этническая психология»

## Научные и почётные звания
2017 год. Почебут Л. Г. становится Лауреатом II Всероссийского конкурса на лучшую научную и учебную публикацию «АКАДЕМУС» в номинации «Социальные науки, образование и педагогика» за коллективную монографию «Социальный капитал личности» (в соавторстве с Свенцицким А. Л., Марарицей Л. В., Казанцевой Т. В., Кузнецовой И. В. Москва, 2017 год).
2019 год. Российской Академией Естествознания (г. Москва) Почебут Л. Г. присвоено Почетное Звание «Основатель научной школы». Научная школа «Психология больших социальных общностей».
2019 год. Российской Академией Естествознания (г. Москва) Почебут Л. Г. присвоено Почетное Звание «Заслуженный деятель науки и образования».
2020 год. 28 января. Почебут Людмила Георгиевна была избрана Действительным членом Общественной Академии Акмеологических Наук (г. Санкт-Петербург).

## Основные труды
1. Почебут Л. Г. Индустриальная социальная психология. Изд-во СПбГУ, СПб., 1997. 184 с. (в соавторстве с В. А. Чикер).
2. Почебут Л. Г. Психология менеджмента. Изд-во СПбГУ, СПб., 1997. (272 с.)(в соавторстве с Г. С. Никифоровым, Г. С. Макшановым, И. М. Лущихиной).
3. Почебут Л. Г. Организационная социальная психология. Изд-во «Речь», СПб., 2000. (298 с.), (в соавторстве с В. А. Чикер).
4. Почебут Л. Г. Психология социальных общностей. Толпа, социум, этнос. Изд-во СПбГУ, СПб., 2002. (176 с.) (Монография).
5. Почебут Л. Г. Социальная психология толпы. Монография. Изд-во «Речь». СПб., 2004.
6. Почебут Л. Г. Взаимопонимание культур. Методология и методы этнической и кросс-культурной психологии. Психология межэтнической толерантности. Учебное пособие. СПб., 2005. издательство СПбГУ.
7. Почебут Л. Г. Социальные общности: психология толпы, социума, этноса. Монография. СПб., 2005.издательство СПбГУ.
8. Почебут Л. Г. Психология публичного выступления. Учебно-методическое пособие. Изд-во СПбГУ. 2005.
9. Кросс-культурная психология: актуальные проблемы / Сборник статей // Под ред. Л. Г. Почебут, И. А. Шмелевой. Из-во СПбГУ, СПб., 2005. (377 с.)
10. Почебут Л. Г. Тренинг публичного выступления // 18 программ тренингов: руководство для профессионалов / Под ред. Чикер В. А. СПб., 2007, с. 121—143.
11. Почебут Л. Г. Тренинг межкультурного взаимопонимания // 18 программ тренингов: руководство для профессионалов / Под ред. Чикер В. А. СПб., 2007, с. 155—175.
12. Почебут Л. Г. Психология толпы и терроризм. Учебное пособие. Гриф Министерства внутренних дел РФ. 11 п.л. Издательство МВД. 2007. (Совместно с Безносовым Д. С.).
13. Почебут Л. Г. Социальная психология общественного развития. Учебное пособие. Гриф Министерства образования и науки Украины. Киев. «Миллениум». 2007. В двух частях. (Совместно с Мейжис И. А.).
14. Почебут Л. Г. Социальная психология. Учебное пособие. СПб., Изд-во Питер, 2010. (Серия «Мастера психологии»). 672 с. (Совместно с И. А. Мейжис).
15. Почебут Л. Г. Кросс-культурная и этническая психология. Учебное пособие. Стандарт третьего поколения. СПб., Изд-во «Питер», 2012. 336 с.
16. Социальный капитал личности. Коллективная монография. М.: Изд-во ИНФРА-М. 2014. 230 с. Авторский коллектив: Почебут Л. Г., Свенцицкий А. Л., Марарица Л. В., Казанцева Т. В., Кузнецова И. В.
17. Gender and Culture: Russian perspective // Psychology of Gender Through the Lens of Culture. Theories and Applications // Saba Safdar, Natasza Kosakowska-Berezecka (Editors) Springer, 2015. P. 147—167. 649 р. Совместно с Irina Shmeleva.
18. Почебут Л. Г. Организационная социальная психология / Учебное пособие для академического бакалавриата. 2-е изд. исправленное и дополненное. Научная школа Санкт-Петербургского Государственного Университета. М. 2017. Гриф: УМО ВО. М., Изд-во Юрайт. 2017 (совместно с Чикер В. А.).
19. Почебут Л. Г. Социальная психология толпы. 2-е издание исправленное и дополненное. Учебное пособие для бакалавров и магистров. Гриф: УМО ВО. М., Изд-во Юрайт. 2017.
20. Почебут Л. Г. Психология социальных общностей / Учебное пособие для бакалавриата и магистратуры. 2-е изд. исправленное и дополненное. Научная школа Санкт-Петербургского Государственного Университета. М., Изд-во Юрайт. 2017.
21. Почебут Л. Г. Кросс-культурная и этническая психология. Учебное пособие для бакалавриата и магистратуры. 2-е изд., исправленное и дополненное. Научная школа Санкт-Петербургского Государственного Университета. УМО ВО. М., Изд-во Юрайт, 2017.
22. Почебут Л. Г. Социальная психология. Учебник для вузов. СПб., Изд-во Питер. 2017. 400 с.
23. Социальная психология общения: теория и практика: монография / под общ. ред. С. Д. Гуриевой, Л. Г. Почебут, А. Л. Свенцицкого.— 2-е изд., перераб. и доп.— М.: Изд-во ИНФРА-М, 2019. 389 с.
24. Почебут Л. Г. Организационная социальная психология. Учебник. Стандарт третьего поколения. М. Изд-во Проспект. 2020. 552 с.

## Научная работа. Гранты
Грант Министерства образования РФ по теме «Формирование установок толерантного сознания», руководитель гранта. 2004 год.
Почебут Л. Г. получила награду «Главный проект по дисциплине „Кросс-культурная и этническая психология“» от издательства Юрайт в 2019 г.

## Семья
- Отец: Почебут, Георгий Александрович (1921—1984) — советский историк, профессор.
- Мать: Почебут Юлия Михайловна, к.и.н.
- Муж: Безносов Сергей Петрович (10 ноября 1947 — 13 июля 2015) — доктор психологических наук, профессор кафедры общей психологии СПбГУ МВД РФ.
- Сын: Безносов Дмитрий Сергеевич, кандидат психологических наук, доцент кафедры психологии СПб военного института Внутренних Войск РФ.